# Il portale degli obelischi
Il portale degli obelischi (The Obelisk Gate) è un romanzo di fantascienza di N. K. Jemisin, seguito de La quinta stagione e secondo capitolo della trilogia La Terra spezzata.

## Accoglienza
Il romanzo è stato accolto positivamente dalla critica. Ha vinto il premio Hugo per il miglior romanzo (il secondo consecutivo per l'autrice) ed è stato candidato inoltre al premio Nebula per il miglior romanzo.

## Edizioni
- N. K. Jemisin, Il portale degli obelischi, Oscar Fantastica, Mondadori, 2020,  p. 444, ISBN 9788804713975.
- N. K. Jemisin, Il portale degli obelischi, Urania Jumbo, Mondadori, 2021,  p. 398.